# Navigație la Jocurile Olimpice de vară din 2024

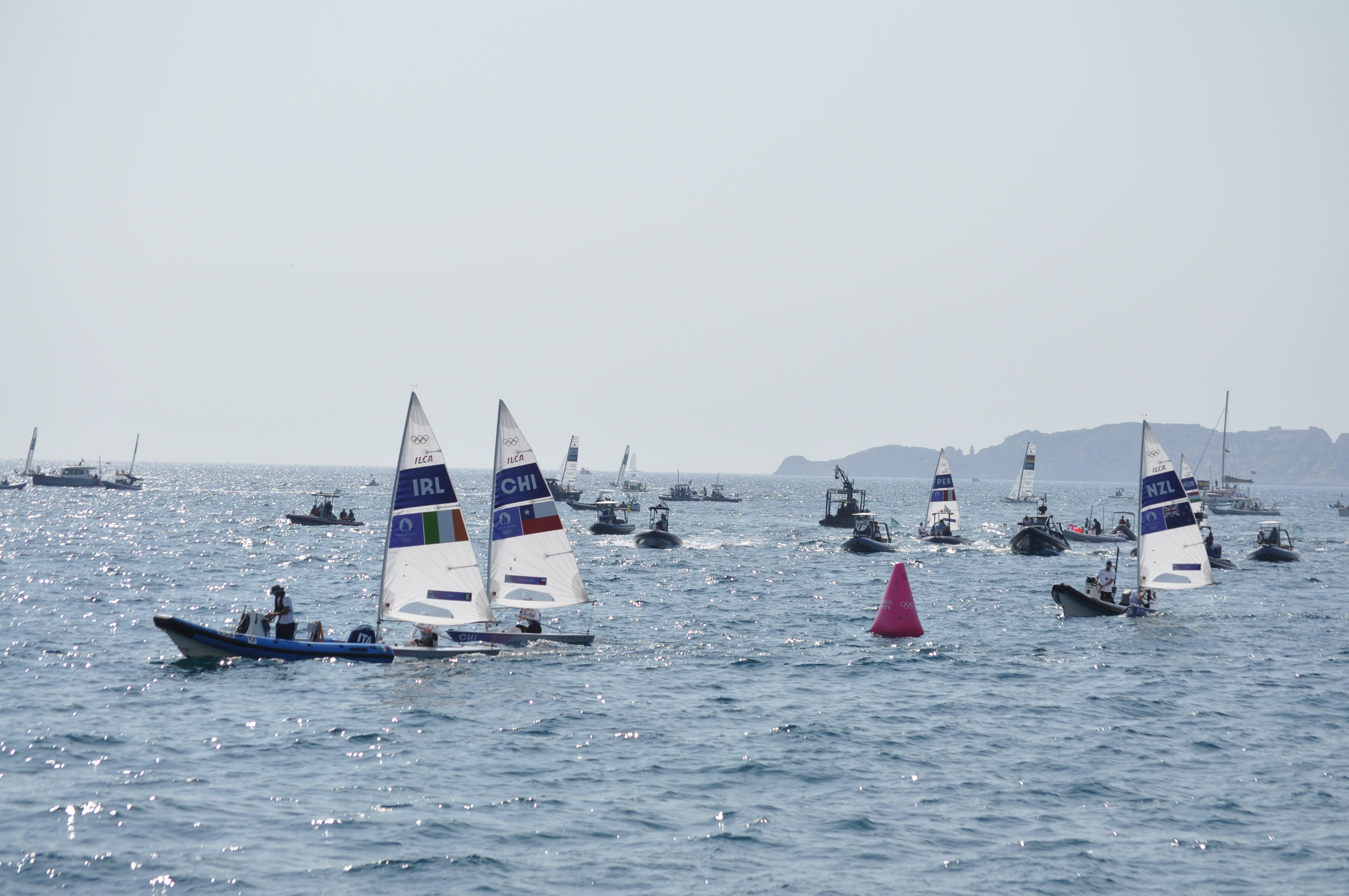
ILCA 7 - Laser

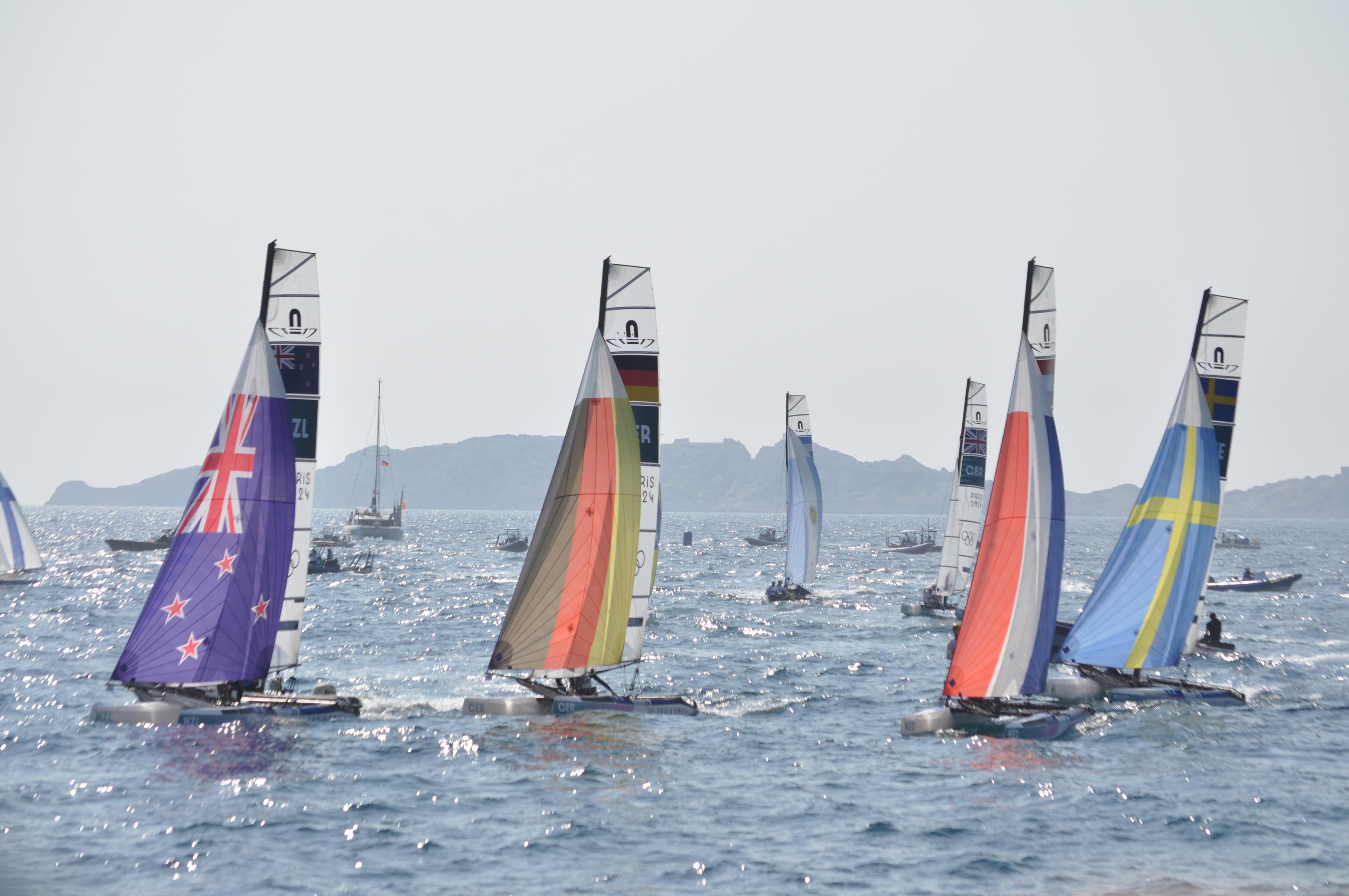
Nacra 17

Probele sportive de navigație la Jocurile Olimpice de vară din 2024 au avut loc în perioada 28 iulie–8 august 2024 la Marseille Marina.

## Rezultate

### Masculin
| Probă                      | Aur                                    | Argint                                            | Bronz                                                  |
| Clasa IQFoil detalii       | Tom Reuveny · Israel (ISR)             | Grae Morris · Australia (AUS)                     | Luuc van Opzeeland · Olanda (NED)                      |
| Clasa Formula Kite detalii | Valentin Bontus · Austria (AUT)        | Toni Vodišek · Slovenia (SLO)                     | Maximilian Maeder · Singapore (SGP)                    |
| Clasa ILCA 7 detalii       | Matthew Wearn · Australia (AUS)        | Pavlos Kontides · Cipru (CYP)                     | Stefano Peschiera · Peru (PER)                         |
| Clasa 49erFX detalii       | Spania · Diego Botín · Florián Trittel | Noua Zeelandă · Isaac McHardie · William McKenzie | Statele Unite ale Americii · Ian Barrows · Hans Henken |

### Feminin
| Probă                      | Aur                                        | Argint                                  | Bronz                                    |
| Clasa IQFoil detalii       | Marta Maggetti · Italia (ITA)              | Sharon Kantor · Israel (ISR)            | Emma Wilson · Marea Britanie (GBR)       |
| Clasa Formula Kite detalii | Ellie Aldridge · Marea Britanie (GBR)      | Lauriane Nolot · Franța (FRA)           | Annelous Lammerts · Olanda (NED)         |
| Clasa ILCA 6 detalii       | Marit Bouwmeester · Olanda (NED)           | Anne-Marie Rindom · Danemarca (DEN)     | Line Flem Høst · Norvegia (NOR)          |
| Clasa 49erFX detalii       | Olanda · Odile van Aanholt · Annette Duetz | Suedia · Vilma Bobeck · Rebecca Netzler | Franța · Sarah Steyaert · Charline Picon |

### Mixt
| Probă            | Aur                                    | Argint                                      | Bronz                                          |
| 470 detalii      | Austria · Lara Vadlau · Lukas Mähr     | Japonia · Keiju Okada · Miho Yoshioka       | Suedia · Anton Dahlberg · Lovisa Karlsson      |
| Nacra 17 detalii | Italia · Ruggero Tita · Caterina Banti | Argentina · Mateo Majdalani · Eugenia Bosco | Noua Zeelandă · Micah Wilkinson · Erica Dawson |

## Clasament pe medalii
| Loc   | Țară                       | Aur | Argint | Bronz | Total |
| ----- | -------------------------- | --- | ------ | ----- | ----- |
| 1     | Olanda                     | 2   | –      | 2     | 4     |
| 2     | Italia                     | 2   | –      | –     | 2     |
| 2     | Austria                    | 2   | –      | –     | 2     |
| 4     | Australia                  | 1   | 1      | –     | 2     |
| 4     | Israel                     | 1   | 1      | –     | 2     |
| 6     | Marea Britanie             | 1   | –      | 1     | 2     |
| 7     | Spania                     | 1   | –      | –     | 1     |
| 8     | Franța                     | –   | 1      | 1     | 2     |
| 8     | Suedia                     | –   | 1      | 1     | 2     |
| 8     | Noua Zeelandă              | –   | 1      | 1     | 2     |
| 11    | Argentina                  | –   | 1      | –     | 1     |
| 11    | Danemarca                  | –   | 1      | –     | 1     |
| 11    | Japonia                    | –   | 1      | –     | 1     |
| 11    | Slovenia                   | –   | 1      | –     | 1     |
| 11    | Cipru                      | –   | 1      | –     | 1     |
| 16    | Norvegia                   | –   | –      | 1     | 1     |
| 16    | Peru                       | –   | –      | 1     | 1     |
| 16    | Singapore                  | –   | –      | 1     | 1     |
| 16    | Statele Unite ale Americii | –   | –      | 1     | 1     |
| Total | Total                      | 10  | 10     | 10    | 30    |